# Vanuatu na Mistrzostwach Świata w Lekkoatletyce 2019
Vanuatu na Mistrzostwach Świata w Lekkoatletyce 2019 – reprezentacja Vanuatu podczas mistrzostw świata w Doha liczyła tylko jednego zawodnika, sprintera Tikie Terry Mael.

## Skład reprezentacji

### Mężczyźni
| Zawodnik         | Konkurencja   | Eliminacje | Eliminacje | Półfinał | Półfinał | Finał | Finał   |
| Zawodnik         | Konkurencja   | Wynik      | Pozycja    | Wynik    | Pozycja  | Wynik | Pozycja |
| ---------------- | ------------- | ---------- | ---------- | -------- | -------- | ----- | ------- |
| Tikie Terry Mael | Bieg na 400 m | 48,52 s    | 41.        | NQ       | NQ       | NQ    | NQ      |